# 小齒龍占麗魚
小齒龍占麗魚，為輻鰭魚綱鱸形目隆頭魚亞目慈鯛科的其中一種，被IUCN列為瀕危保育類動物，分布於非洲馬拉威湖南部流域，棲息深度35-100公尺，體長可達13.1公分，棲息在底層水域，以矽藻為食，生活習性不明。

## 擴展閱讀
維基物種上的相關：小齒龍占麗魚